# Szczerzbowo
Szczerzbowo (dawniej niem. Scziersbowen, 1927–1945 Talhausen) – wieś w Polsce położona w województwie warmińsko-mazurskim, w powiecie mrągowskim, w gminie Mrągowo. W latach 1975–1998 miejscowość administracyjnie należała do województwa olsztyńskiego.

## Historia
Wieś powstała w 1555 r., kiedy to starosta Rynu Georg von Diebes sprzedał 4 łany sołeckie wolne od czynszu Wawrzyńcowi, synowi sołtysa z Ławek, z obowiązkiem założenia 40-łanowej wsi czynszowej na prawie magdeburskim w lesie zwanym Sądry (Sonderwald). O losach wsi w ciągu dwóch następnych stuleci brakuje informacji. 
W 1785 r. było w niej 11 domów, w 1815 r. i w 1823 r. we wsi było 17 domów i 118 mieszkańców. w 1838 r. w Szczerzbowie odnotowano 20 domów z 127 mieszkańcami. W 1849 r. wieś Szerbowen miała 21 chałup chłopskich i 135 mieszkańców, w 1870 r. – 150 mieszkańców. 
Od 8 października 1927 r. Szczerzbowo stało się samodzielną jednostką administracyjną a ówczesne władze niemieckie zmieniły urzędową nazwę miejscowości na Talhausen. W 1939 r. było tu 146 mieszkańców i 35 gospodarstw domowych, w tej liczbie 14 gospodarstw rolniczych, z których 2 miały wielkość 5-10 ha, 6 w granicach 10-20 ha, 6 w granicach 20-100 ha. W okresie drugiej wojny światowej wybudowano drogę Szczerzbowo - Boże Małe.